# Phymasterna affinis
Phymasterna affinis är en skalbaggsart som beskrevs av Stefan von Breuning 1980. Phymasterna affinis ingår i släktet Phymasterna och familjen långhorningar.
Artens utbredningsområde är Madagaskar. Inga underarter finns listade i Catalogue of Life.